# 布尔小核螺
布尔小核螺（学名：Mitrella burchardi），是新腹足目麦螺科Mitrella属的一种。主要分布于中国大陆，常栖息在潮间带至水深20米。